# Bologna Sezione Calcio 1929-1930
Questa voce raccoglie le informazioni riguardanti il Bologna Sezione Calcio nelle competizioni ufficiali della stagione 1929-1930.

## Stagione
Il Bologna, campione d'Italia in carica, nel 1929-1930 partecipò al campionato della nuova Serie A a girone unico. Concluse il torneo al sesto posto con 36 punti, a pari merito con la Roma e l'Alessandria, frutto di 14 vittorie, 8 pareggi e 12 sconfitte.

## Maglia
| Casa | Trasferta |

## Organigramma societario
Area direttiva
- Presidente: Gianni Bonaveri

Area tecnica
- Allenatore: Hermann Felsner

## Rosa
| N. |                   | Ruolo | Calciatore            |
| -- | ----------------- | ----- | --------------------- |
|    | Italia (bandiera) | P     | Mario Gianni          |
|    | Italia (bandiera) | P     | Paride Pedretti       |
|    | Italia (bandiera) | D     | Felice Gasperi        |
|    | Italia (bandiera) | D     | Romildo Mercatelli    |
|    | Italia (bandiera) | D     | Eraldo Monzeglio      |
|    | Italia (bandiera) | C     | Gastone Baldi         |
|    | Italia (bandiera) | C     | Antonio Busini (III)  |
|    | Italia (bandiera) | C     | Aldo Donati           |
|    | Italia (bandiera) | C     | Pietro Genovesi       |
|    | Italia (bandiera) | C     | Gastone Martelli (II) |

| N. |                   | Ruolo | Calciatore                      |
| -- | ----------------- | ----- | ------------------------------- |
|    | Italia (bandiera) | C     | Alfredo Pitto                   |
|    | Italia (bandiera) | A     | Federico Busini (I)             |
|    | Italia (bandiera) | A     | Nino Cogolli                    |
|    | Italia (bandiera) | A     | Giuseppe Della Valle (Capitano) |
|    | Italia (bandiera) | A     | Bruno Maini                     |
|    | Italia (bandiera) | A     | Giuseppe Muzzioli               |
|    | Italia (bandiera) | A     | Gerardo Ottani                  |
|    | Italia (bandiera) | A     | Bernardo Perin                  |
|    | Italia (bandiera) | A     | Angelo Pilati (IV)              |
|    | Italia (bandiera) | A     | Angelo Schiavio                 |

## Risultati

### Serie A

#### Girone d'andata
| Arbitro: | Giorgi (Milano) |

|                                  |           |  |
| Spivach 15’ Rier 56’ Pastore 84’ | Marcatori |  |

| Arbitro: | Galassi (Torino) |

|                              |           |                           |
| Schiavio 21’ Della Valle 45’ | Marcatori | 9’ De Manzano 90’ Pitacco |

| Arbitro: | Barlassina (Novara) |

|                              |           |            |
| Serantoni 43’ Balestrini 56’ | Marcatori | 41’ Pilati |

| Arbitro: | Bruna (Venezia) |

|                                   |           |               |
| Pilati 53’ Maini 70’ Schiavio 86’ | Marcatori | 87’ Buscaglia |

| Arbitro: | Mattea (Torino) |

|              |           |            |
| Schiavio 75’ | Marcatori | 88’ Moroni |

| Torino 10 novembre 1929 6ª giornata | Torino          | 0 – 0 referto | Bologna | Stadio Filadelfia\| Arbitro: \| Rovida (Milano) \| |
| Arbitro:                            | Rovida (Milano) |               |         |                                                    |

| Arbitro: | Ferro (Milano) |

|                              |           |  |
| Della Valle 52’ Schiavio 74’ | Marcatori |  |

| Arbitro: | Guarnieri (Milano) |

|                           |           |                                     |
| Prendato 30’ Vecchina 36’ | Marcatori | 1’ Della Valle 21’ Maini 40’ Busini |

| Arbitro: | Scarpi (Dolo) |

|  |           |                         |
|  | Marcatori | 17’ Busini 76’ Schiavio |

| Arbitro: | Rovida (Milano) |

|  |           |              |
|  | Marcatori | 68’ Munerati |

| Arbitro: | Caironi (Milano) |

|                           |           |  |
| Casanova 65’ Banchero 68’ | Marcatori |  |

| Arbitro: | Lenti (Genova) |

|           |           |                          |
| Maini 44’ | Marcatori | 54’ Borelli 77’ Marchina |

| Arbitro: | Mattea (Torino) |

|             |           |                               |
| Mazzoni 32’ | Marcatori | 12’ (aut.) Camurri 57’ Pilati |

| Bologna 19 gennaio 1930 14ª giornata | Bologna            | 0 – 0 referto | Brescia | Stadio Littoriale\| Arbitro: \| Malagodi (Ferrara) \| |
| Arbitro:                             | Malagodi (Ferrara) |               |         |                                                       |

| Arbitro: | Enrietti (Torino) |

|                                     |           |            |
| Pitto 30’ Maini 40’, 41’ Busini 89’ | Marcatori | 48’ Agosti |

| Arbitro: | Caironi (Milano) |

|                           |           |                        |
| Chini Ludueña 5’ Volk 34’ | Marcatori | 25’ Maini 87’ Schiavio |

| Arbitro: | Pessato (Monfalcone) |

|                |           |                    |
| Maini 32’, 55’ | Marcatori | 50’, 73’ Seccatore |

#### Girone di ritorno
| Arbitro: | Scarpi (Dolo) |

|                                      |           |                                 |
| Busini 18’ Muzzioli 24’ Schiavio 34’ | Marcatori | 57’ (aut.) Monzeglio 67’ Ziroli |

| Arbitro: | Rovida (Milano) |

|  |           |            |
|  | Marcatori | 30’ Busini |

| Arbitro: | Mattea (Torino) |

|                        |           |                             |
| Busini 25’, 70’ (rig.) | Marcatori | 23’ Serantoni 81’ Blasevich |

| Arbitro: | Caironi (Milano) |

|                           |           |                 |
| Buscaglia 35’ Zoccola 89’ | Marcatori | 75’ Della Valle |

| Arbitro: | Scarpi (Dolo) |

|  |           |           |
|  | Marcatori | 7’ Busini |

| Arbitro: | Bruna (Venezia) |

|  |           |              |
|  | Marcatori | 43’ Rossetti |

| Arbitro: | Mattea (Torino) |

|                         |           |                |
| Reguzzoni 30’ Vigna 40’ | Marcatori | 9’ Della Valle |

| Arbitro: | A.Gama (Milano) |

|                 |           |                   |
| Della Valle 70’ | Marcatori | 36’, 59’ Prendato |

| Arbitro: | Giorgi (Milano) |

|                                                    |           |              |
| Pitto 33’, 74’ Maini 50’, 75’, 86’ Della Valle 56’ | Marcatori | 23’ Corsetti |

| Arbitro: | Lenti (Genova) |

|                           |           |  |
| Cesarini 30’ Varglien 55’ | Marcatori |  |

| Arbitro: | Mattea (Torino) |

|  |           |             |
|  | Marcatori | 6’ Banchero |

| Arbitro: | Caironi (Milano) |

|                       |           |                           |
| Ferrari 1’ Avalle 49’ | Marcatori | 19’, 70’ Maini 74’ Busini |

| Arbitro: | Scarpi (Dolo) |

|                      |           |             |
| Pitto 32’ Ottani 79’ | Marcatori | 19’ Mazzoni |

| Arbitro: | Rovida (Milano) |

|                          |           |  |
| Prosperi 42’ Frisoni 86’ | Marcatori |  |

| Arbitro: | Pagnin (Trieste) |

|  |           |                     |
|  | Marcatori | 15’, 18’, 20’ Maini |

| Arbitro: | Rovida (Milano) |

|                                                 |           |                         |
| Degni 13’ (aut.) Maini 22’, 42’, 86’ Busini 32’ | Marcatori | 16’ Bernardini 39’ Volk |

| Arbitro: | Scarpi (Dolo) |

|                  |           |                            |
| Ferraris 8’, 38’ | Marcatori | 47’ Maini 85’ (rig.) Pitto |

### Coppa delle Nazioni
| Arbitro: | Rous |

|  |           |                                         |
|  | Marcatori | 50’, 79’ Maini 77’ Reguzzoni 86’ Busini |

| Arbitro: | Rous |

|                                                      |           |           |
| Pitto 5’ (aut.) Bouvier 42’ Minelli 47’ Passello 50’ | Marcatori | 61’ Maini |

## Statistiche

### Statistiche di squadra
| Competizione        | Punti | In casa | In casa | In casa | In casa | In casa | In casa | In trasferta | In trasferta | In trasferta | In trasferta | In trasferta | In trasferta | Totale | Totale | Totale | Totale | Totale | Totale | DR  |
| Competizione        | Punti | G       | V       | N       | P       | Gf      | Gs      | G            | V            | N            | P            | Gf           | Gs           | G      | V      | N      | P      | Gf     | Gs     | DR  |
| ------------------- | ----- | ------- | ------- | ------- | ------- | ------- | ------- | ------------ | ------------ | ------------ | ------------ | ------------ | ------------ | ------ | ------ | ------ | ------ | ------ | ------ | --- |
| Serie A             | 36    | 17      | 7       | 5       | 5       | 34      | 22      | 17           | 7            | 3            | 7            | 22           | 24           | 34     | 14     | 8      | 12     | 56     | 46     | +10 |
| Coppa delle Nazioni | -     | 0       | 0       | 0       | 0       | 0       | 0       | 2            | 1            | 0            | 1            | 5            | 4            | 2      | 1      | 0      | 1      | 5      | 4      | +1  |
| Totale              | -     | 17      | 7       | 5       | 5       | 34      | 22      | 19           | 8            | 3            | 8            | 27           | 28           | 36     | 15     | 8      | 13     | 61     | 50     | +11 |

### Statistiche dei giocatori[5]
| Giocatore      | Serie A  | Serie A |
| Giocatore      | Presenze | Reti    |
| -------------- | -------- | ------- |
| G. Baldi       | 10       | 0       |
| A. Busini      | 34       | 9       |
| F. Busini      | 15       | 1       |
| N. Cogolli     | 2        | 0       |
| G. Della Valle | 23       | 8       |
| A. Donati      | 7        | 0       |
| F. Gasperi     | 30       | 0       |
| P. Genovesi    | 27       | 0       |
| M. Gianni      | 29       | -39     |
| B. Maini       | 29       | 20      |
| G. Martelli    | 19       | 0       |
| R. Mercatelli  | 1        | 0       |
| E. Monzeglio   | 34       | 0       |
| G. Muzzioli    | 29       | 1       |
| G. Ottani      | 8        | 1       |
| P. Pedretti    | 5        | -7      |
| B. Perin       | 12       | 0       |
| A. Pilati      | 15       | 3       |
| A. Pitto       | 30       | 5       |
| A. Schiavio    | 15       | 7       |